# Kroksjön (Stensele socken, Lappland)
Kroksjön är en sjö i Storumans kommun i Lappland och ingår i Umeälvens huvudavrinningsområde. Sjön har en area på 3,38 kvadratkilometer och ligger 512,1 meter över havet. Kroksjön ligger i Vindelfjällen Natura 2000-område. Sjön avvattnas av vattendraget Gardsjöbäcken (Danabäcken).

## Delavrinningsområde
Kroksjön ingår i det delavrinningsområde (726347-153269) som SMHI kallar för Utloppet av Kroksjön. Medelhöjden är 565 meter över havet och ytan är 16,4 kvadratkilometer. Räknas de 16 avrinningsområdena uppströms in blir den ackumulerade arean 155,69 kvadratkilometer. Gardsjöbäcken (Danabäcken) som avvattnar avrinningsområdet har biflödesordning 2, vilket innebär att vattnet flödar genom totalt 2 vattendrag innan det når havet efter 311 kilometer. Avrinningsområdet består mestadels av skog (74 procent). Avrinningsområdet har 3,37 kvadratkilometer vattenytor vilket ger det en sjöprocent på 20,6 procent.